# Carl Amenda
Carl Friedrich Amenda (auch Karl Ferdinand Amenda) (* 4. Oktober 1771 in Lipaiķi, deutsch: Lippaiken, Kurland; † 8. März 1836 in Talsi, deutsch: Talsen) war ein deutsch-baltischer Theologe und Geiger und einer der wichtigsten und bekanntesten Freunde von Ludwig van Beethoven.

## Leben
Amenda besuchte das Gymnasium in Jelgava (deutsch: Mitau) und studierte von 1792 bis 1795 Theologie an der Universität Jena. Danach war er als Musiker auf Reisen und konzertierte namentlich in Lausanne, Frankfurt am Main und Konstanz. Im Frühjahr 1798 traf er in Wien ein, wo er sich bis zum Juli/August 1799 aufhielt. Er war dort als Vorleser bei dem Fürsten Joseph Lobkowitz tätig sowie als Lehrer der Kinder von Constanze Mozart, bei der er Beethoven kennenlernte. Anschließend kehrte er über Riga in seine Heimat zurück. Von 1800 bis 1801 war er Hofmeister in Wirben und heiratete im Sommer 1802 die Schweizerin Jeanette Benoit. Ab 1802 war er Pastor in Talsi, ab 1821 Propst der Diözese Kandau und wurde 1830 zum Konsistorialrat ernannt.
Sein Grab befindet sich 3 km südöstlich von Talsi auf einem hohen Hügel und gehört zu den Sehenswürdigkeiten der kleinen Stadt.
Seit 2005 findet in Talsi jedes Jahr das „Amenda-Musikfest“ statt.

## Freundschaft mit Beethoven
Amenda wurde während seines Wiener Aufenthalts einer der engsten Freunde von Beethoven, der ihm am 25. Juni 1799 die Frühfassung seines Streichquartetts F-Dur op. 18 Nr. 1 widmete. Die Titelseite der Stimme für die erste Violine trägt die Aufschrift:

„lieber Amenda! nimm dieses Quartett als ein kleines Denckmal unserer Freundschaft, so oft du dir es vorspielst, errinnere dich unserer durchlebten Tage und zugleich, wie innig gut dir war und immer seyn wird dein wahrer und warmer Freund Ludwig van Beethoven.“

Beide blieben auch später in Verbindung und schrieben einander zahlreiche Briefe. In seinem Brief vom 1. Juli 1801 gestand Beethoven Amenda als erstem vom seiner beginnenden Ertaubung. Amenda beschrieb seine Freundschaft mit Beethoven am 15. Januar 1806 in einem Brief an den gemeinsamen Freund Andreas Streicher mit den Worten: „Diesem Menschen hätte ich mein ganzes Leben widmen mögen“.